# رايكو تافتشار
رايكو تافتشار (بالسلوفينية: Rajko Tavčar)‏ (مواليد 21 يوليو 1974) هو لاعب كرة قدم. يلعب مع منتخب سلوفينيا لكرة القدم. سبق له أن لعب في كأس العالم لكرة القدم مع منتخب بلاده.

## روابط خارجية
- رايكو تافتشار على موقع الاتحاد الدولي (مؤرشف)  (الإنجليزية)
- رايكو تافتشار على موقع قاعدة بيانات كرة القدم.إي يو (الإنجليزية)
- رايكو تافتشار على موقع بيانات كرة القدم. دي إي (الألمانية)
- رايكو تافتشار على موقع ناشيونال فوتبول تيمز (الإنجليزية)
- رايكو تافتشار على موقع عالم كرة القدم.نت (الإنجليزية)